# Fulton County (Georgia)
Das Fulton County ist ein County im Bundesstaat Georgia der Vereinigten Staaten. Verwaltungssitz (County Seat) ist Atlanta.

## Geographie
Das County liegt im mittleren Nordwesten von Georgia und hat eine Fläche von 1385 Quadratkilometern, wovon 15 Quadratkilometer Wasseroberfläche sind. Es grenzt im Uhrzeigersinn an folgende Countys: Forsyth County, Gwinnett County, DeKalb County, Clayton County, Fayette County, Coweta County, Carroll County, Douglas County, Cobb County und Cherokee County.
Das County ist Teil der Metropolregion Atlanta.

## Geschichte
Fulton County wurde am 20. Dezember 1853 als 144. County in Georgia aus Teilen des DeKalb County gebildet. Benannt wurde es nach Robert Fulton, der 1807 eine neue Art von Dampfboot baute und damit die Flussschifffahrt revolutionierte. 1932 vereinigte sich das Fulton County mit dem Milton- und Campbell County.

## Demografische Daten
Laut der Volkszählung von 2010 verteilten sich die damaligen 920.581 Einwohner auf 376.377 bewohnte Haushalte, was einen Schnitt von 2,36 Personen pro Haushalt ergibt. Insgesamt bestehen 437.105 Haushalte.
55,6 % der Haushalte waren Familienhaushalte (bestehend aus verheirateten Paaren mit oder ohne Nachkommen bzw. einem Elternteil mit Nachkomme) mit einer durchschnittlichen Größe von 3,15 Personen. In 30,9 % aller Haushalte lebten Kinder unter 18 Jahren sowie in 17,1 % aller Haushalte Personen mit mindestens 65 Jahren.
26,9 % der Bevölkerung waren jünger als 20 Jahre, 32,3 % waren 20 bis 39 Jahre alt, 27,1 % waren 40 bis 59 Jahre alt und 13,8 % waren mindestens 60 Jahre alt. Das mittlere Alter betrug 34 Jahre. 48,7 % der Bevölkerung waren männlich und 51,3 % weiblich.
44,5 % der Bevölkerung bezeichneten sich als Weiße, 44,1 % als Afroamerikaner, 0,2 % als Indianer und 5,6 % als Asian Americans. 3,4 % gaben die Angehörigkeit zu einer anderen Ethnie und 2,2 % zu mehreren Ethnien an. 7,9 % der Bevölkerung bestand aus Hispanics oder Latinos.
Das durchschnittliche Jahreseinkommen pro Haushalt lag bei 56.642 USD, dabei lebten 17,8 % der Bevölkerung unter der Armutsgrenze.

## Kultur und Sehenswürdigkeiten

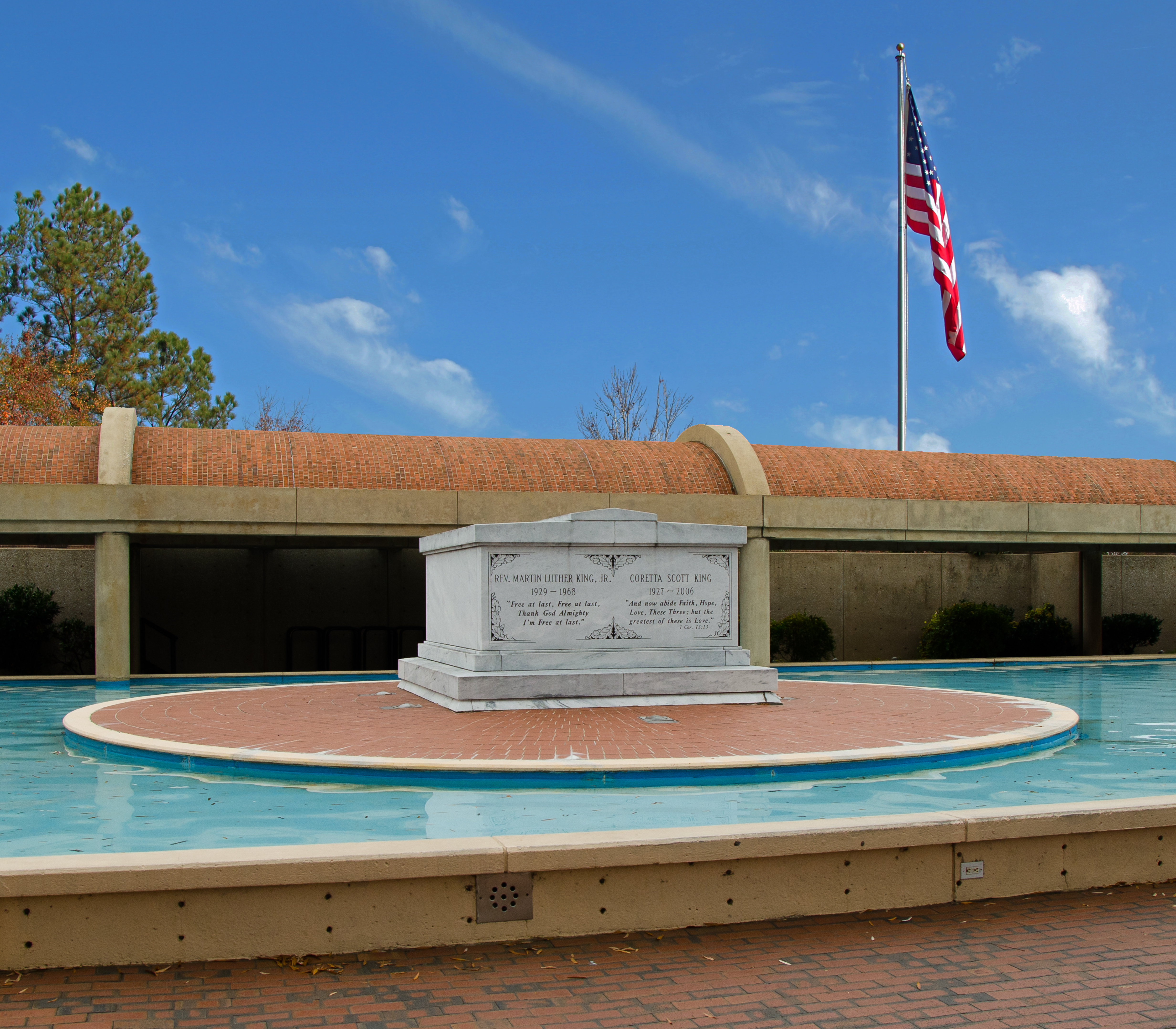
Grabstätte von Martin Luther King und Coretta Scott King im Reflexionsbecken des Historical Parks (2012). Der Bezirk umfasst das Gebiet Atlantas, in dem Luther King seine Kindheit und Jugend verbrachte und in den 1960er Jahren zurückkehrte. Es wurde im Mai 1974 als Historic District in das NRHP eingetragen. Im Mai 1977 erhielt die Zone den Status eines National Historic Landmarks zuerkannt.

235 Bauwerke, Stätten und Historic Districts („historische Bezirke“) im Fulton County sind im National Register of Historic Places („Nationales Verzeichnis historischer Orte“; NRHP) eingetragen (Stand 16. Dezember 2023), darunter haben neun Objekte den Status von National Historic Landmarks („Nationales historisches Wahrzeichen“). Der Martin Luther King, Jr. National Historical Park wurde im Januar 2018 von Präsident Donald Trump zum National Historical Park erklärt.

## Orte im Fulton County
Orte im Fulton County mit Einwohnerzahlen der Volkszählung von 2010:
Cities:
- Alpharetta – 57.551 Einwohner
- Atlanta (County Seat) – 420.003 Einwohner
- Chattahoochee Hills – 2.378 Einwohner
- College Park – 13.942 Einwohner
- East Point – 33.712 Einwohner
- Fairburn – 12.950 Einwohner
- Hapeville – 6.373 Einwohner
- Johns Creek – 76.728 Einwohner
- Milton – 32.661 Einwohner
- Mountain Park – 547 Einwohner
- Palmetto – 4.488 Einwohner
- Roswell – 88.346 Einwohner
- Sandy Springs – 93.853 Einwohner
- Union City – 19.456 Einwohner